# اتصالات حيوية (العلوم)

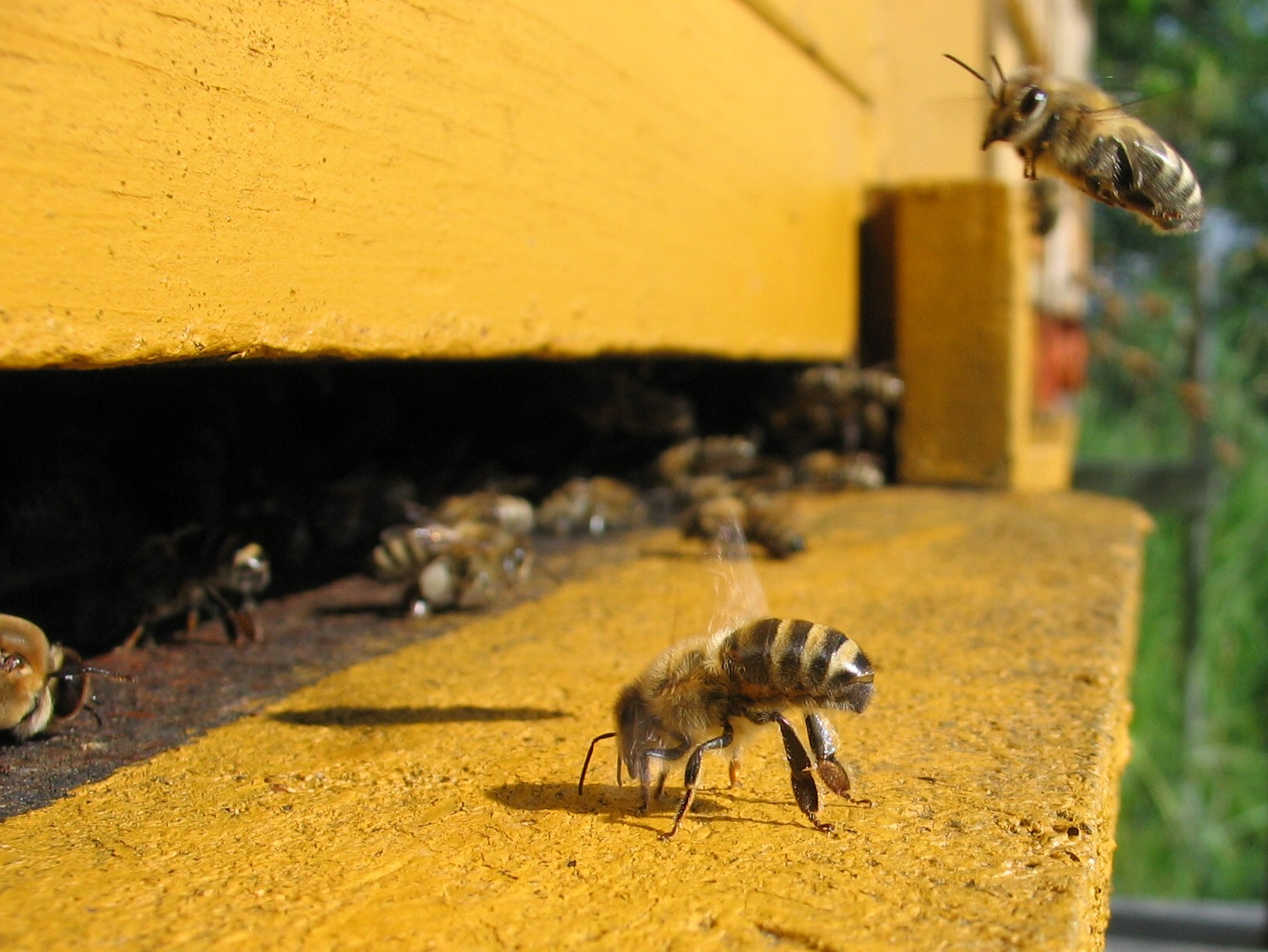

في دراسة العلوم البيولوجية، تعدّ الاتصالات الحيوية أي نوع معين من الاتصال داخل (بين الأنواع) أو بين الأنواع من النباتات والحيوانات والفطريات والأوليات والكائنات الدقيقة. التواصل بشكل أساسيّ يعني التفاعلات بوساطة الإشارة بعد ثلاثة مستويات من القواعد (النحوية والبراجماتية والدلالية). العلامات في معظم الحالات هي جزيئات كيميائية (شبه كيميائية) ،
ولكنّها أيضًا لمسية، أو كما هو الحال في الحيوانات أيضًا بصريّة وسمعيّة. قد تشمل الاتّصالات الحيوية للحيوانات النطق (كما هو الحال بين أنواع الطيور المتنافسة) ،
أو إنتاج الفيرومون (كما بين أنواع مختلفة من الحشرات)،  الإشارات الكيميائية بين النباتات والحيوانات (كما في إنتاج التانين الذي تستخدمه النباتات الوعائية لتحذير الحشرات)
والاتّصال بوساطة كيميائية بين النباتات وداخلها.
يوضّح الاتصال الحيوي للفطريات أن الاتّصال الفطري يدمج التّفاعلات بين الأنواع بوساطة بين الكائنات الفطريّة في التربة وخلايا جذر النبات التي بدونها لا يمكن تنظيم تغذية النبات.
تمثّل الاتصالات الحيويّة في آرتشيا المستويات الرئيسية للتفاعلات بوساطة الإشارات في أقدم الكائنات النحوية اكاروتيس التطوريّة.

## الاتّصالات الحيويّة، واللغويّات
يمكن اعتبار نظريّة الاتّصالات الحيوية فرعًا لعلم الأحياء الحيويّ. في حين أن الحيويّة تدرس إنتاج وتفسير الإشارات والرموز، فإن نظريّة الاتّصالات الحيويّة تبحث في التّفاعلات الملموسة بوساطة العلامات.
وبناءً على ذلك، تتميّز الجوانب النحوية والدلالية والبراغماتية لعمليّات الاتّصالات الحيويّة بالتمييز. يعتبر الاتصال البيولوجي الخاص بالحيوانات (الاتصال الحيوانيّ) أحد فروع الحيوانات المنتشرة في الحيوان.
 الدراسة السيميائية لعلم الوراثة الجزيئيّ يمكن اعتبارها دراسة للاتّصالات الحيويّة في أبسط مستوياتها.

## التسلسل الهرميّ اللغويّ
وبالنظر إلى تعقيد ومدى الكائنات الحية البيولوجيّة والمزيد من التعقيد داخل التنظيم العصبيّ لأيّ كائن حيّ معين، فهناك مجموعة متنوّعة من لغات الاتّصالات الحيويّة.
تم اقتراح تسلسل هرمي للغات الاتّصالات الحيويّة في الحيوانات من قبل سوبهاش كاك: هذه اللغات، بترتيب زيادة العموميّة، هي ترابطيّة وكميّة وإعادة تنظيميّة.
تُصنّف للّغات الرسميّة الأنواع الثلاثة لتسلسل هرم تشومسكي في فئة اللغة الترابطيّة .